# بچه قورباغه (فیلم)
بچه قورباغه (انگلیسی: Tadpole) فیلمی در ژانر کمدی رمانتیک به کارگردانی گری وینیک است که در سال ۲۰۰۲ منتشر شد.

## بازیگران
- آرون استنفورد
- بی‌بی نیوورتس
- سیگورنی ویور
- جان ریتر
- کیت مارا
- ران ریفکین